# 若伊察鄉
44°30′N 25°51′E / 44.500°N 25.850°E
若伊察鄉（羅馬尼亞語：Comuna Joița, Giurgiu），是羅馬尼亞的鄉份，位於該國南部，由久爾久縣負責管轄，面積24平方公里，海拔高度99米，2007年人口3,290，人口密度每平方公里138人。